# Kontoeröffnungsbetrug
Vom Kontoeröffnungsbetrug spricht man, wenn Betrüger mit Hilfe von gefälschten Unterlagen wie gefälschten Ausweispapieren Girokonten eröffnen. Auch werden oft gestohlene Ausweise verwendet.

## Kontoeröffnung mit gefälschten Unterlagen
Mit Hilfe von gestohlenen oder verfälschten Identitätspapieren werden bei möglichst vielen Banken Girokonten eröffnet.
Ende der 1990er, Anfang der 2000er Jahre wurde diese Art des Betruges vor allem von Personen aus Nigeria und anderen afrikanischen Ländern mit gestohlenen Ausweispapieren von Landsleuten begangen – unter der Ausnutzung der Tatsache, dass Westeuropäer mit der Unterscheidung dieser Personen meist ungeübt sind.
Da sich Direktbanken nicht den Personalausweis oder Reisepass vorlegen lassen können, greifen diese oft auf andere Arten der Legitimation zurück. Verbreitet ist hier das so genannte Postident-Verfahren, welches bei der Deutschen Post AG möglich ist und ebenfalls durch falsche Ausweispapiere ausgehebelt werden kann.

## Betrug durch Lastschrift
Zu Lasten fremder Konten werden Lastschrifteinzüge getätigt. Die einziehende Bank überprüft dabei nicht, ob eine Lastschrifteinzugsermächtigung erteilt wurde. Sie führt den Auftrag des Betrügers ungeprüft aus, da ein Betrogener ja jederzeit gegen den Lastschrifteinzug Widerspruch einlegen kann und der Betrag dann automatisch zurückgebucht wird.
Der Betrüger hebt sofort nach Erhalt den Betrag in bar ab, bevor der Betrag nach dem Lastschriftwiderspruch seinem Konto wieder abgezogen wird. Die Bank bleibt auf den Kosten sitzen, solange sich der Betrüger nicht ermitteln lässt.

## Betrug durch elektronische Lastschrift-Zahlungen
Mit Kontoeröffnung gelangt der Betrüger an eine EC-Karte, mit dieser wird mittels elektronischer Lastschrift Waren eingekauft. Die Täter nutzen hierbei aus, dass die Einzelhändler aus Kostengründen in diesem System keine Sperrabfrage veranlassen und somit auch die Zahlung mit gesperrten Karten oder ohne Kontoguthaben möglich ist. Da die Banken die Lastschriften zurückgeben können, haben die Einzelhändler den Schaden.

## Kontodaten existierender Konten
Um an fremde Kontodaten zu gelangen, lassen sich in den Papierkörben von Banken weggeworfene Kontoauszüge finden, im Internet und auf Rechnungen stehen Bankverbindungen, durch 1-Cent-Überweisungen können Bankverbindungen auf Existenz geprüft werden.

## Strafrechtliche Beurteilung
Neben der Strafbarkeit wegen Betrugs liegt in der Regel tatbestandsmäßig auch ein Missbrauch von Ausweispapieren und eine Falschbeurkundung oder Urkundenfälschung vor.